# Vivian Keulards
Vivian Keulards (nascida em 1970) é uma fotógrafa holandesa.
O seu trabalho está incluído nas coleções do Museu de Belas-Artes de Houston e do Centro de Artes Fotográficas de Colorado.